# جوزف سوینی
جوزف سوینی (به انگلیسی: Joseph Sweeney) (۱۹۶۳–۱۸۸۴) بازیگر آمریکایی بود که بیشتر برای ایفای نقش تصمیم‌گیرنده باتجربه و خردمند شماره ۹ در فیلم ۱۲ مرد خشمگین معروف است. سوینی در این فیلم یکی از قهرمان‌های داستان و دومین کسی بود که به بی‌گناه بودن متهم رای می‌داد.